# Melissoptila fulvonigra
Melissoptila fulvonigra là một loài Hymenoptera trong họ Apidae. Loài này được Urban mô tả khoa học năm 1988.